# Ola de calor en Europa en julio de 2022
La ola de calor en Europa de julio de 2022 es un episodio de calor extremo que afectó a gran parte de Europa Occidental desde principios del mes de julio. Los primeros reportes sobre un incremento alarmante en la temperatura comenzaron el sábado 9 de julio en la península ibérica, islas Baleares y las islas Canarias. No obstante, no fue hasta el 10 de julio cuando la Agencia Estatal de Meteorología (AEMet) de España anunció el inicio de una nueva ola de calor prácticamente en todo el continente europeo, la segunda en menos de un mes. Países como Francia, Bélgica, Países Bajos y el Reino Unido empezaron poco tiempo después a registrar también alzas considerables en la temperatura. En sus previsiones, la Agencia Estatal de Meteorología advirtió que esta ola de calor daría como resultados nuevos datos de temperaturas máximas absolutas en muchas provincias españolas, previsión que se extendió a otros países como Reino Unido y Bélgica, los cuales registraron máximos de temperatura históricos.
En los primeros seis días la ola de calor dejó 360 muertos en España y registró su pico máximo el viernes 15 de julio, con 123 decesos en un solo día, lo que obligó al Gobierno español a emitir al día siguiente un aviso por riesgo extremo para varias zonas del país, como Zaragoza, Cantabria, Badajoz, Navarra, La Rioja, la provincia de Córdoba y Sevilla, donde se registraron temperaturas cercanas a los 44 grados..Se ha estimado que las muertes prematuras superaron las 11000 en España y las 60000 en Europa. En Portugal por su parte fallecieron 238 personas entre el 7 y 13 julio, la mayoría de ellos ancianos con enfermedades subyacentes. En Reino Unido se decretó por primera vez en su historia alerta roja debido a la ola de calor. Las autoridades alertaron de que las temperaturas alcanzarían los 40 °C por primera vez, superando el récord anterior de 38,5 °C registrado en 2019. El primer ministro Boris Johnson convocó un gabinete de emergencia para buscar soluciones ante la preocupante situación. Los gobiernos de Alemania, Francia e Italia se vieron también forzados a declarar alerta máxima en sus respectivos países debido la ola de calor.
Aunque todavía no se conoce la extensión total de los daños, el fenómeno ha desembocado en numerosos incendios forestales que han calcinado bosques en España, Portugal y Francia, además de los daños causados a la infraestructura de numerosos países.